# SN 1965F
SN 1965F – supernowa odkryta 29 marca 1965 roku w galaktyce PGC0057378. W momencie odkrycia miała maksymalną jasność 18,00m.